# Haris Harba
Haris Harba (Foča, 14 luglio 1988) è un calciatore ed ex giocatore di calcio a 5 bosniaco, attaccante del Friedburg.

## Caratteristiche tecniche
Esterno sinistro, può giocare come esterno destro o come seconda punta.